# Cerros margosos de Pastrana y Yebra
La Microrreserva de la Naturaleza de los Cerros Margosos de Pastrana y Yebra está situada entre la confluencia del Arroyo Arles y el del Val con el río Tajo, entre los términos municipales de Pastrana y Yebra, en la provincia de Guadalajara, comunidad autónoma de Castilla-La Mancha, en España.

## Características
La protección le llegó en el año 2002, e incluye terrenos ricos en materiales calizos, margas yesíferas, yesos y arcillas. Sobre este sustrato tan específico encuentran su hábitat exclusivo las únicas poblaciones conocidas en todo el mundo (endemismos) de Limonium erectum, incluida en el Catálogo Regional de Especies Amenazadas. También se encuentra la especie Gypsophila bermejoi.

## Historia
La zona ha tenido presencia humana desde la Edad Media, manifestada en un pequeño poblado dependiente de Pastrana denominado La Pangía (hoy completamente abandonado). Aun quedan en pie restos de una aceña (molino de río), con su respectivo canal y azud; restos de edificios para guardar ganado e incluso una antigua fábrica de luz, con parte de su maquinaria. Sin embargo, el resto más significativo es un puente medieval, medio oculto ya por la maleza, y que puede ser la construcción más antigua de todo el término municipal de Pastrana.
En La Pangía vivió una comunidad morisca muy importante entre 1571 y su expulsión en 1609. Fueron frecuentes las quejas por parte de los vecinos de Yebra de la excesiva dejadez de las autoridades hacia ese colectivo que vivía según sus costumbres islámicas, no acudiendo a misa, vistiendo a la morisca y no integrándose con el resto de la población cristiana como mandaban las Ordenanzas de Felipe II.
Hoy en día es un tranquilo espacio natural, solo alterado por el paso esporádico de vehículos.